# Ścięciel

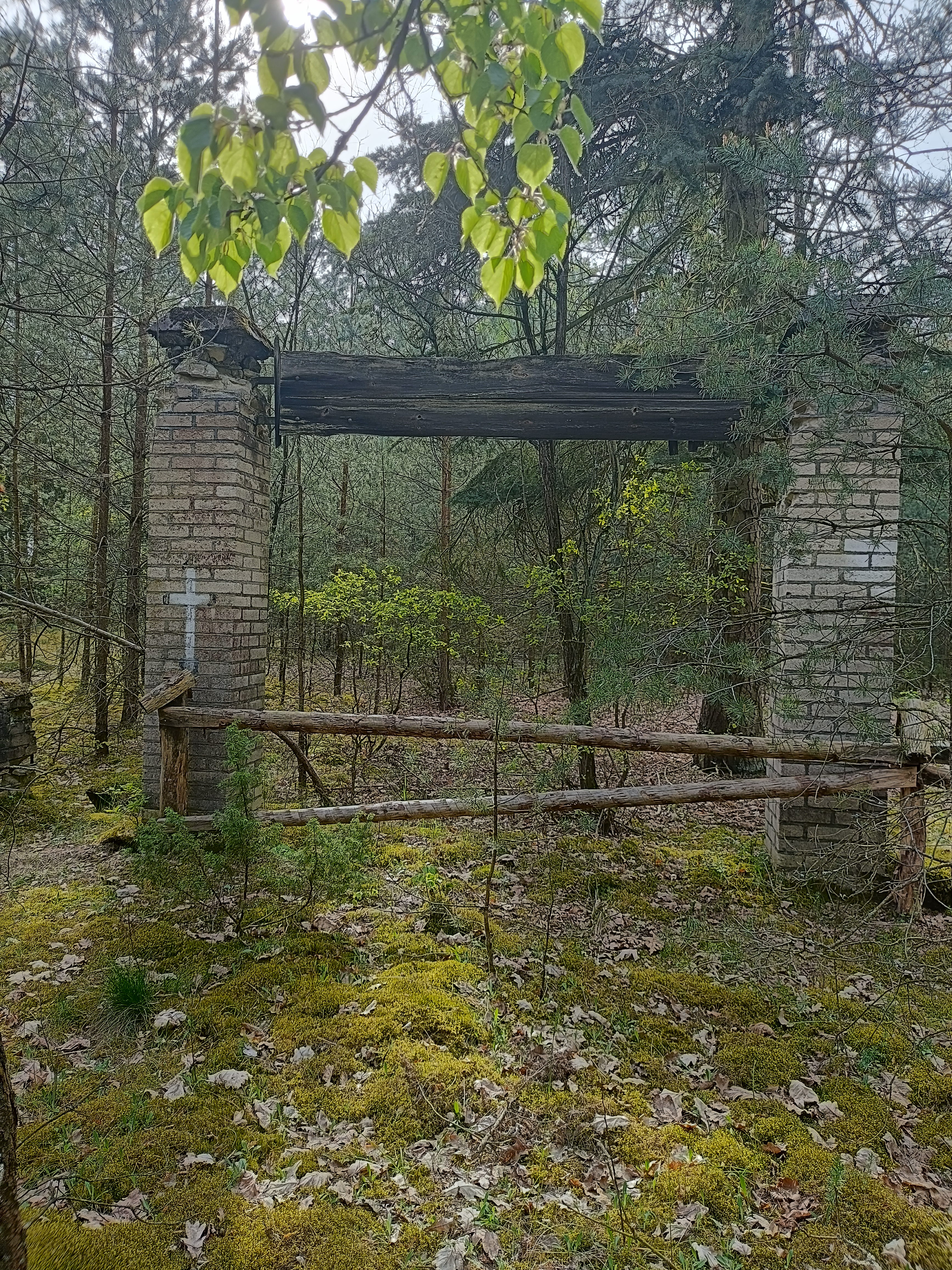
Evangelischer Friedhof

Ścięciel (deutsch Czenczel, 1928 bis 1945 Rodefeld) ist ein kleines Dorf in der polnischen Woiwodschaft Masowien und gehört zur Stadt-und-Land-Gemeinde Chorzele im Powiat Przasnyski.

## Geographische Lage
Ścięciel liegt im Norden der Woiwodschaft Masowien nahe der Grenze zur Woiwodschaft Ermland-Masuren, 26 Kilometer südlich der einstigen Kreisstadt Ortelsburg (polnisch Szczytno) und 35 Kilometer nordwestlich der jetzigen Kreismetropole Przasnysz.

## Geschichte
In der Gründungsurkunde Czenczels vom 8. August 1787 wurde an mehrere Bauern Land „zu einem Chatulletablissement“ verteilt. Sie waren verpflichtet, „ein Wohnhaus mit massivem Schornstein, eine Scheune und einen Schoppen während der zehn Freijahre zu erbauen, (den) Chatullhof in gutem Stand zu halten, die Vieh- und Pferdezucht sich äußerst angelegen sein zu lassen“. Außerdem waren wie bei anderen Schatulldörfern Postfuhren zu leisten und Arbeiter für den Festungsbau zu stellen. Im beginnenden 19. Jahrhundert befanden sich die Dorfeinwohner „in guten Vermögensumständen“.
1874 wurde Czenczel in den neu errichteten Amtsbezirk Groß Piwnitz (polnisch Piwnice Wielkie) eingegliedert, der – 1938 in „Amtsbezirk Großalbrechtsort“ umbenannt – bis 1945 bestand und zum ostpreußischen Kreis Ortelsburg gehörte.
Am 1. Dezember 1910 betrug die Einwohnerzahl Czenczels 197. Am 19. November 1928 fand die Umbenennung Czenczels in „Rodefeld“ statt, wobei ein Sinnzusammenhang zwischen altem und neuem Namen nicht auszumachen ist.
Die Einwohnerzahl des Dorfes stieg bis 1933 auf 234 und belief sich 1939 auf 217.
In Kriegsfolge kam das Dorf 1945 mit dem gesamten südlichen Ostpreußen zu Polen und erhielt die polnische Namensform „Ścięciel“. Heute ist es eine Ortschaft im Verbund der Stadt-und-Land-Gemeinde Chorzele im Powiat Przasnyski, bis 1998 der Woiwodschaft Ostrołęka, seither der Woiwodschaft Masowien zugehörig. Im Jahre 2011 betrug die Zahl der Einwohner 31.

## Kirche
Vor 1945 war Czenczel resp. Rodefeld kirchlich nach Flammberg (polnisch Opaleniec) orientiert: zur dortigen evangelischen Kirche (teilweise auch zur Kirche Willenberg) in der Kirchenprovinz Ostpreußen der Kirche der Altpreußischen Union und auch zur römisch-katholischen St.-Joseph-Kirche innerhalb des damaligen Bistums Ermland.
Die Verbindung der Katholiken Ścięciels nach Opaleniec – heute im Erzbistum Ermland gelegen – besteht weiterhin, während die evangelischen Einwohner in Ermangelung ihres Kirchengebäudes jetzt zur Kirche in Szczytno in der Diözese Masuren der Evangelisch-Augsburgischen Kirche in Polen gehören.

## Schule
Czenczel hatte seinerzeit eine einklassige Dorfschule, die König Friedrich Wilhelm III. gegründet hatte. Sie erhielt im Jahre 1900 einen Neubau.

## Verkehr
Ścięciel liegt östlich der Landesstraße 57 (einstige deutsche Reichsstraße 128) und ist von Opaleniec (Flammberg) aus über eine Nebenstraße zu erreichen. Außerdem führt von der Woiwodschaftsstraße 614 von Zaręby aus eine Nebenstraße über Mącice (Montwitz) nach Ścięciel. Eine Anbindung an den Bahnverkehr besteht nicht.